# Jean Chalopin
Jean Chalopin (Saint-Christophe-des-Bois, 31 de mayo de 1950) es un productor de dibujos animados francés, conocido por ser el fundador del estudio DIC Entertainment.

## Biografía
Chalopin nació en 1950 en un Saint-Christophe-des-Bois, un pueblo de Bretaña (Francia), aunque años más tarde se trasladaría a Tours. Interesado desde joven por la poesía y la literatura, formó parte del círculo artístico local y entró en contacto con otros creadores como el dibujante Bernard Deyriès, con quien años más tarde terminaría colaborando.
Está casado con la modelo singapurense Ethel Fong y ha tenido dos hijos. Su residencia se encuentra en Bahamas.

### Trayectoria en animación
A los 18 años fundó una empresa local de publicidad, la OGAP (Office de Gestion et d'Action Publicitaire), con anuncios que él mismo redactaba. La OGAP se transformaría en 1971 en la productora «Diffusion information communication», posteriormente renombrada DIC Entertainment, gracias a una ampliación de capital aportada por el diario regional La Nouvelle République. A su vez, DIC pasaría a estar controlada por CLT Luxembourg. Una de las primeras decisiones de Chalopin fue montar un estudio de animación en Tours para producir anuncios de televisión, dirigido por Bernard Deyriès. Cuando éste se quedó pequeño, la producción fue trasladada a París.
En los años 1980 se pasó a la producción de dibujos animados, atraído por el éxito en Francia de la japonesa Goldorak. La primera serie de DIC fue Ulises 31 (1981), creada por Chalopin y Deyriès y coproducida con el estudio nipón Tokyo Movie Shinsha, y un año más tarde se sumó el lanzamiento de Las misteriosas ciudades de oro (1982). Para mantener el ritmo de producción exigido por las televisiones, DIC abrió una delegación en Burbank (Estados Unidos) liderada por Andy Heyward, un antiguo empleado de Hanna-Barbera, así como un estudio auxiliar en Taiwán.
En 1983 Chalopin y Heyward crearon la serie Inspector Gadget, dirigida por Deyriès y Bruno Bianchi, que convertiría a DIC en una de las mayores productoras mundiales de animación en los años 1980. Chalopin también aparece acreditado como productor ejecutivo en The Littles, Isidoro y sus amigos (1984), Jayce y los Guerreros Rodantes, y M.A.S.K. (1985). Por otro lado, en aquella época se asoció con el entonces productor musical Haim Saban, quien le componía todas las bandas sonoras a cambio de las regalías y un porcentaje sobre los derechos.
Después de que Heyward se hiciese con el control de DIC en 1986, Chalopin dejó la empresa y fundó su propio estudio de animación, «Créativité et Développement» (C&D), junto con Bruno Bianchi y Tetsuo Katayama. No obstante, el productor francés terminaría quedándose con los derechos internacionales de la biblioteca de DIC gracias a una compra cruzada que hizo Haim Saban, y que Heyward denunciaría como una operación hostil. Además siguió realizando series de televisión como Diplodo (1988), Michel Vaillant (1990), Conan, el aventurero (1991) y The Bots Master (1993). Chalopin terminaría vendiendo C&D en 1996 al estudio Saban International.

### Otros proyectos
Más allá de la animación, Chalopin impulsó el parque temático «Planète Magique» en las instalaciones del teatro de la Gaîté en París. El productor llevaba trabajando en un proyecto de parque interactivo desde mediados de los años 1980, y mantuvo la idea a pesar de su salida de DIC. La instalación fue inaugurada en diciembre de 1989 y tuvo que cerrar en junio de 1991 por falta de público.
Además, Chalopin fue propietario entre 1987 y los años 2000 del castillo de Farcheville, situado a 45 km del sur de París.
Actualmente es presidente ejecutivo de Deltec Bank, un banco de inversión de las islas Bahamas que ayudó a fundar con el dinero de la venta de DIC.